# Stebnyk
Stebnyk (em ucraniano:  Стебник) é uma cidade da Ucrânia, situada no Oblast de Leópolis. Tem 8,9 km² de área e sua população em 2020 foi estimada em 20.511 habitantes.